# Ogiso
Gli Ogiso furono una dinastia che regnò sul popolo Benin nell'Africa Occidentale. Furono in tutto trentuno re che governarono in un periodo tra il X e il XIII secolo d.C.

## Potere e governo degli Ogiso
Secondo i Benin gli Ogiso discendevano dal dio Osanobua, e quindi si credeva che fossero di origine divina, tanto che il loro nome significa "governanti del cielo" e venivano venerati come delle divinità. Si credeva avessero poteri soprannaturali: visto che non li si vedeva mai mangiare in pubblico, si insinuava che non avessero bisogno del cibo. Chi si rivolgeva a loro doveva esprimersi con grandi reverenze e inchinarsi da una certa distanza e venivano svolte molte cerimonie nei loro confronti. 

Avevano potere assoluto su ogni aspetto cittadino: si pronunciavano sulle ogni questione legali e sulle pene di morte, ricevevano tasse e tributi, regolavano il commercio, possedevano il territorio del regno, e avevano il compito di regolare la legge e di preservare i costumi e le tradizioni. Il loro potere però era limitato dagli Edioniseni, che dovevano controllare l'operato del re affinché non superasse il limite.

## Storia

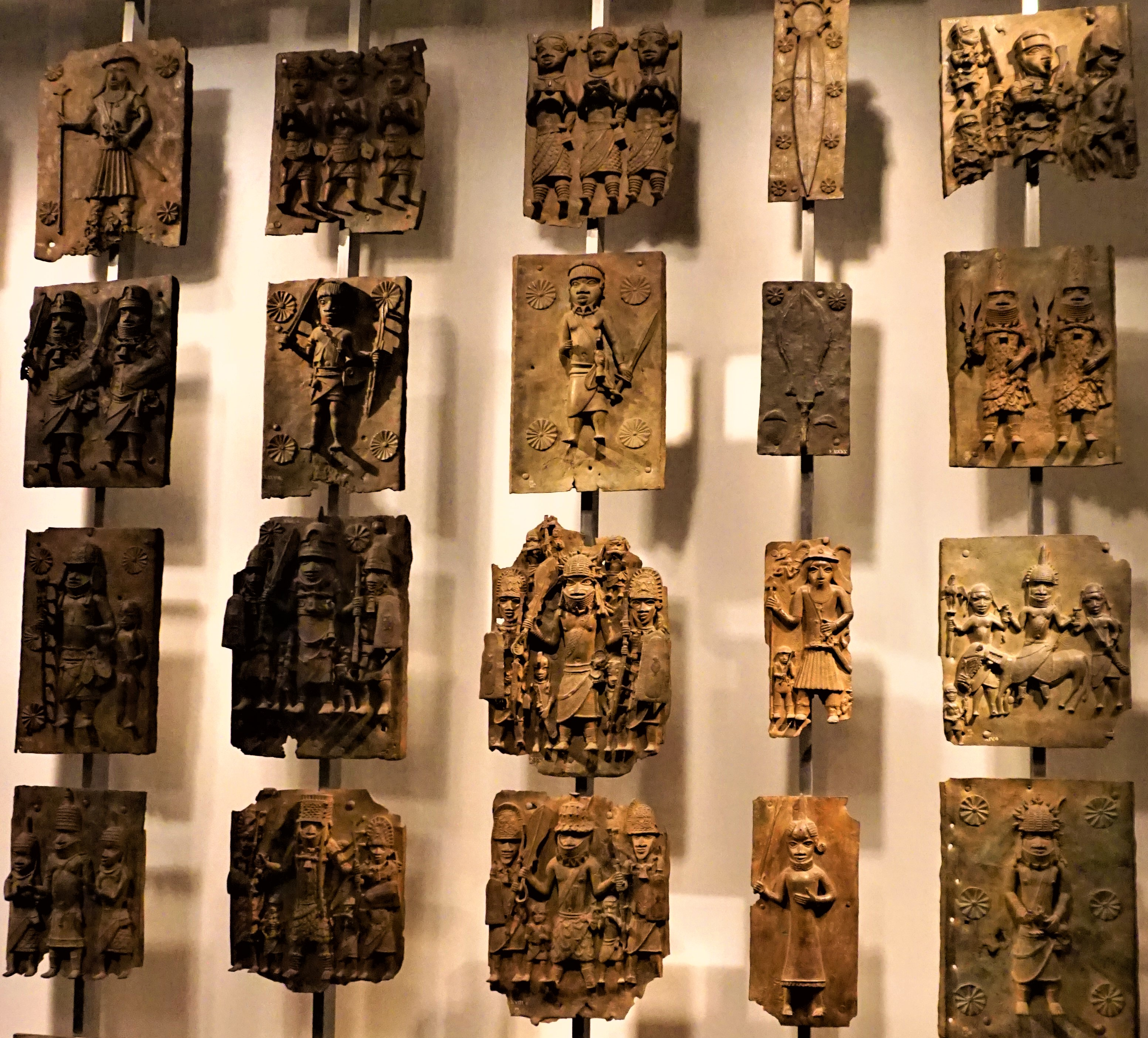
Bronzi del Benin esposti al British Museum.

### Origine
Il primo Ogiso si chiamava Ogiso Igodo, ed il suo regno fu soprannominato da egli stesso Igodomigodo.
Il successore Ogiso Ere spostò la precedente capitale da Ugbekun a Uhudumwunrun. Egli fu un Ogiso pieno di risorse. Nel suo regno si sviluppò la falegnameria e l'intagliatura del legno, che ancora oggi rendono famosi in tutto il mondo i lavori della strada Igun a Benin City. Inoltre fondò il primo mercato conosciuto come mercato Ogiso, sopravvissuto ai giorni nostri col nome di mercato Agbado. Egli era anche un amante della pace, perciò costruì il primo armamentario, che includeva l'Ada (una spada d'onore), l'Eben (una spada per ballare), l'Ekete (uno sgabello reale), l'Agba (uno sgabello rettangolare) e l'Epoki (una corazza di cuoio).
A Ere successe il figlio Orire, secondo il principio di primogenitura. La quarta generazione dopo la morte di Orire, venne introdotto il concetto di governo degli anziani fino alla morte del ventiduesimo Ogiso, Agbonzeke, nel 665 d.C., quando fu reintrodotta la primogenitura. Il ventitreesimo Ogiso, Ediae, estese la regola della primogenitura a tutti i suoi capi in prima linea noti collettivamente come Edion (Anziani). Ibioye, un altro re pieno di risorse, introdusse l'uso dei cauri, che divennero la valuta del regno.
L'ultimo Ogiso fu Ogiso Owodo. Lui ebbe solo un figlio di nome Ekhaladerhan, nonostante avesse molte mogli. Per scoprire perché avesse avuto solo un figlio inviò tre messaggeri insieme alla sua prima moglie Esagho a consultare un oracolo. Il responso dichiarò che la sterilità di Ekhaladerhan era causata da Esagho. Per non essere punita dal re, minacciò i tre messaggeri di mentire al re dicendogli che avevano avuti rapporti con lei (ciò provocata la pena di morte), se loro avessero rivelato la risposta dell'oracolo. Allora i messaggeri cedettero alle intimidazioni e dissero all'Ogiso Owodo che era suo figlio Ekhaladerhan la causa della sterilità delle sue mogli e che doveva essere giustiziato. Ogiso però decise di esiliare lui e sua madre nella lontana città di Ughoton. nei confini del regno. Però, passati tre anni, le mogli erano ancora sterili e l'Ogiso Owodo inviò di nuovo altri tre messaggeri per consultare l'oracolo e la verità venne a galla. Esagho fu quindi giustiziata, ma le mogli rimasero sterili. All'epoca solo le donne erano accusate di essere sterili, gli uomini no. Per questo il re non venne considerato sterile. Nonostante questa vicenda l'Ogiso Owodo non fu molto amato al popolo soprattutto dopo l'uccisione di Esagho che venne ritenuta un oltraggio e quindi gli aristocratici furono costretti ad esiliare l'Ogiso nella città di Uhinwinrin, dove morì in miseria qualche anno dopo.

### Fine della dinastia
Ekaladerhan si rifugiò in un insediamento da fondato e da lui chiamato "Ilefe" (che significa "Fuga riuscita") e cambiò il suo nome in "Izoduwa" (che significa "ho scelto la via della prosperità"). Izoduwa, si trovava nella terra degli Yoruba, dove fu venerato come un dio. Il popolo Yoruba ha corrupe il suo nome Izoduwa in 'Oduduwa' e il suo accampamento, 'Ilefe' in Ile-Ife.
Nel frattempo a Igodomigodo comparve un mostro nel fiume Ikpoba, che gli Edo credevano che provenisse dal cielo, che attaccò e divorò le persone che si trovavano nel mercato Ogiso, che da quel episodio fu soprannominato Ägbado Aigbare, che nella lingua locale significava un luogo in cui si va insieme ma non si ritorna insieme, e prese il nome di mercato Agbado. Alla fine, dopo vari tentativi, un certo Evian, membro della famiglia degli Ogiso, riuscì a far inghiottire al mostro un pezzo di ferro ardente uccidendolo. Nel frattempo gli Edionisen di Igodomigodo rintracciarono infine Ekaladerhan (Oduduwa) fino a (Ilefe) Ile-Ife, ma non riuscirono a convincerlo a tornare sul trono di suo padre a Igodomigodo. Allora si installò a Igodomigodo un governo temporaneo, il cui capo fu l'eroe Evian. Egli governò fino all'età molto avanzata e prima di morire, ha nominato il suo figlio maggiore, Irebor per succedergli. Il popolo di Igodomigodo e gli Edioniseni non ritenevano Irebor un Ogiso, poiché non aveva origini divine, quindi si creò un nuovo periodo di instabilità.
Gli Edionisen hanno deciso di raggiungere nuovamente il loro figlio, Izoduwa, che da allora aveva acquisito il titolo Yoruba di "Ooni". Dopo molte suppliche da parte dell'Edionisen, affinché l'Ooni consentisse al suo primo figlio di salire al trono di Igodomigodo, l'Ooni decise di mettere alla prova il popolo di Igodomigodo. Diede agli Edionisen dei pidocchi e ordinò loro di riportarli in tre anni per ottenere la loro risposta. Allora uno di essi mise i pidocchi nei capelli di uno dei loro schiavi e dopo tre anni restituì i pidocchi a Izoduwa, che fu sorpreso dal livello di conservazione e sviluppo dei pidocchi. Izoduwa (Oduduwa) ha concluso che se l'Edionisen fosse in grado di prendersi cura così adeguatamente dei pidocchi, suo figlio sarebbe stato probabilmente in buone mani.
Irebor, che ricevette il titolo di "Ogiaimien", impedì al principe Oranmiyan di entrare nel cuore del regno di Igodomigodo, ma il popolo gli costruì un palazzo a Usama. Il principe Oranmiyan, che non riusciva a integrarsi con la cultura Benin, rinunciò alla sua carica e chiamò la terra di Igodomigodo, Ile Ibinu (che significa una terra di fastidio e vessazione). Dichiarò che solo uno cresciuto a Igodomigodo, poteva governare il regno.

## Lista degli Ogiso
| Nome                             | Regno           |
| -------------------------------- | --------------- |
| Igodo                            | 40 a.C.-12 d.C. |
| Ere                              | 16 d.C.-66 d.C. |
| Orire "Il Giovane"               | 66-100          |
| Interregno                       |                 |
| Odia                             | 385-400         |
| Ighido                           | 400-414         |
| Evbobo                           | 414-432         |
| Ogbeide "L'aquila orgogliosa"    | 432-447         |
| Emehen "L'oracolista"            | 447-466         |
| Ekpigho                          | 466-482         |
| Akhuankhuan                      | 482-494         |
| Efeseke                          | 494-508         |
| Irudia                           | 508-522         |
| Orria                            | 522-537         |
| Imarhan                          | 537-548         |
| Etebowe                          | 548-567         |
| Odion                            | 567-584         |
| Emose (femmina)                  | 584-600         |
| Ororo (femmina)                  | 600-618         |
| Erebo                            | 618-632         |
| Ogbomo                           | 632-647         |
| Agbonzeke                        | 647-665         |
| Ediae                            | 665-685         |
| Orriagba                         | 685-712         |
| Odoligie                         | 712-767         |
| Uwa                              | 767-821         |
| Eheneden                         | 821-871         |
| Ohuede                           | 871-917         |
| Oduwa                            | 917-967         |
| Ibioye                           | 967-1012        |
| Arigho                           | 1012-1059       |
| Owodo                            | 1059-1100       |
| Evian (amministratore)           |                 |
| Irebor Ogiemwen (amministratore) |                 |